# نسبة باعية (جناح)

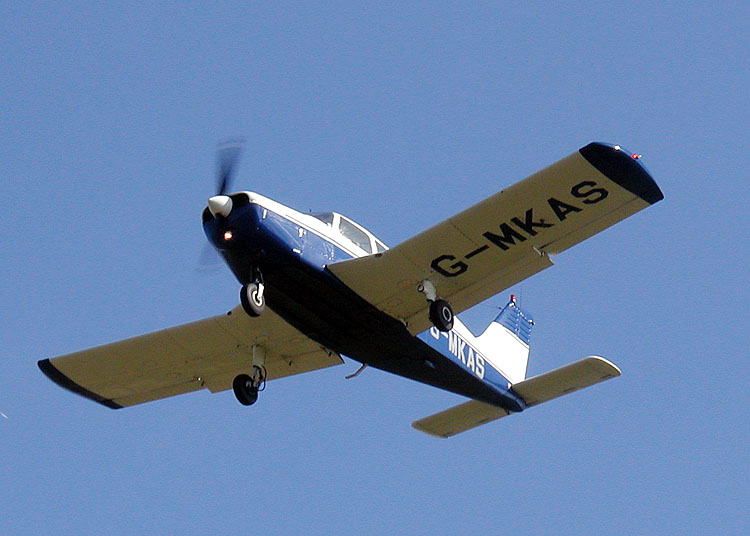

نسبة التطاول أو النسبة الباعيّة لجناح في ديناميك الهواء هي نسبة طول الجناح إلى عرضه (طول وتره). تدل النسبة الباعية الكبيرة على جناح طويل و ضيق بينما النسبة الباعية الصغيرة تفيد بأن الجناح قصير و عريض.
نظراً إلى أن معظم الأجنحة لا تملك طول وتر ثابت على طول الجناح، لذلك تعرّف النسبة الباعية AR عندها على أنها مربع باع الجناح b مقسوما على مساحة مسقط شكل الجناح S (بالإنكليزية Planform)، وهذا يعادل نسبة الطول إلى العرض في الأجنحة ثابتة طول الوتر، ويكتب بالرموز:
{\displaystyle AR={b^{2} \over S}}